# Ледесма, Кристиан Рауль
Кристиан Рауль Ледесма (исп. Cristian Raúl Ledesma; род. 29 декабря 1978, Сан-Исидро) — аргентинский футболист, полузащитник, тренер. Провёл 4 матча за национальную сборную Аргентины.

## Биография
Ледесма начал профессиональную карьеры в клубе «Архентинос Хуниорс» в 1997 году, на протяжении своей карьеры он играл за «Ривер Плейт», немецкий «Гамбург», за мексиканский «Монтеррей» и аргентинские «Колон» и «Расинг» из Авельянеды.
После победы в чемпионате Аргентины в составе «Сан-Лоренсо» Ледесма был замечен селекционерами греческого «Олимпиакоса», главным преимуществом перехода стала игра футболиста в Лиге чемпионов, где он мог проявить лучшие качества. Трансфер обошёлся новому клубу в 1,8 млн €. Не сумев закрепиться в составе «Олимпиакоса», футболист вновь вернулся в «Сан-Лоренсо», но уже на правах аренды. Летом 2010 года в качестве свободного агента вернулся в «Колон».
С 2011 по 2014 год выступал за «Ривер Плейт», с которым игрок добился возвращения в Примеру в 2012 году, а затем вновь стал чемпионом Аргентины в 2014 году (Финаль). В том же году перешёл в «Архентинос Хуниорс».
В сборной Аргентины Ледесма дебютировал 18 апреля 2007 года, в матче Кубка Америки против Чили, на том турнире команда заняла 2-е место, проиграв в финале только сборной Бразилии. Немногим позже футболист был вызван на товарищеский матч со сборной Норвегии, прошедший 22 августа 2007 года. В третий раз Ледесма вышел в футболке сборной на товарищеский матч против Австралии, встреча состоялась 11 сентября.

## Достижения
«Ривер Плейт»
- Чемпион Аргентины (4): 1999 (Апертура), 2000 (Клаусура), 2002 (К), 2014 (Финал)

«Сан-Лоренсо»
- Чемпион Аргентины: 2007 (К)

«Олимпиакос»
- Чемпион Греции: 2007/08
- Обладатель Кубка Греции: 2007/2008
- Обладатель Суперкубка Греции: 2007

«Гамбург»
- Обладатель Кубка немецкой лиги: 2003